# Шлейвис, Повилас Ионович
Повилас Ионович Шлейвис (лит. Povilas Šleivys; 31 октября 1931, Меджунай, Литовская Республика — 16 марта 2021, Пятигорск, Российская Федерация) — советский и российский лингвист литовского происхождения, доктор филологических наук, профессор.

## Биография
Родился 31 октября 1931 года в деревне Меджунай, ныне Паневежский район Литвы. Ходил в начальную школу в соседней деревне Лаужай, затем окончил восемь классов средней школы в городе Вабальнинкас. Учился также в школе рабочей молодёжи.
В 1953—1958 гг. учился на факультете английского языка Минского государственного педагогического института иностранных языков, а с 1963 по 1966 год — в аспирантуре при кафедре английского языка Московского педагогического института имени Н. К. Крупской. В 1968 году защитил диссертацию на соискание учёной степени кандидата филологических наук на тему «Препозитивное и постпозитивное определение в современном английском языке» (научный руководитель — кандидат филологических наук Г. Я. Коблов). В 1989 году П. И. Шлейвис защитил диссертацию на соискание учёной степени доктора филологических наук на тему «Слова категории состояния в английском языке (сопоставление с литовским языком)» (научный консультант — доктор филологических наук М. Я. Блох).
После окончания института в 1958 году работал учителем английского и немецкого языков сельской школы в Белорусской ССР.
С 1965 года и до своей кончины работал в Пятигорском государственном педагогическом институте иностранных языков (в дальнейшем — Пятигорский государственный университет). Прошёл путь от старшего преподавателя до профессора. Более тридцати лет возглавлял кафедру английской филологии (1969—2015).

## Научная деятельность
Профессор П. И. Шлейвис является автором более 100 научных и научно-методических работ по языкознанию, в том числе сопоставительной типологии английского, русского и литовского языков, а также терминоведению. Индекс Хирша — 8.
Под научным руководством ученого защитили диссертации более 20 аспирантов и соискателей.
Являлся членом диссертационного совета Пятигорского университета по филологическим наукам (Д 212.193.02).

## Основные труды
- Некоторые функциональные характеристики лексем типа green и asleep. // Некоторые проблемы словосочетания и предложения, 2002.
- Категории состояния в индоевропейских языках: возникновение и развитие. // Язык, культура коммуникаций, 2006.
- Об этимологии слов-предикативов. // Некоторые вопросы германской филологии, 2005.
- Модель глагол-связка + слово категории состояния. // Словосочетание и предложение в германских языках, 2006.
- Некоторые вопросы развития лексемы aware. // Семантика, функция и грамматические категории лексических единиц, 2004.

## Награды
- Медаль ордена «За заслуги перед Отечеством» II степени[7];
- Заслуженный работник высшей школы Российской Федерации;
- Почетная грамота Министерства образования РФ;
- Отличник народного просвещения РСФСР;
- Почетная грамота Губернатора Ставропольского края;
- Почетная грамота Думы Ставропольского края;
- Почетная грамота Администрации г. Пятигорска;
- Почетная грамота Городской думы г. Пятигорска;
- почетный знак «Заслуженный профессор ПГЛУ»[8].

Сведения о награждении профессора П. И. Шлейвиса орденами «За заслуги перед Отечеством» II и III степеней отсутствуют в открытых источниках, содержащих указы о награждении государственными наградами Российской Федерации. Вместе с тем, информация о П. И. Шлейвисе как кавалере данных орденов есть на сайте Пятигорского государственного университета.